# Shastasaurinae
De Shastasaurinae zijn een groep uitgestorven zeedieren, behorend tot de Ichthyosauria, die leefde tijdens het Trias.
In 1908 benoemde John Campbell Merriam een onderfamilie Shastasaurinae.
In 1999 definieerde Ryosuke Motani een klade Shastasaurinae als de groep bestaande uit de laatste gemeenschappelijke voorouder van Shastasaurus en Shonisaurus; en al zijn afstammelingen.
Motani stelde enkele gedeelde afgeleide kenmerken, synapomorfieën, vast. De lengteas van het schouderblad loopt niet parallel aan het schoudergewricht maar maakt er een hoek van zestig graden mee. Het spaakbeen heeft een uitgeholde voorrand. Het spaakbeen is tweemaal zo groot als de ellepijp.